# 下赞五王
下赞五王，又称五赞（藏語：བཙན་ལྔ），是对吐蕃传说中在八德王之后的五位赞普的统称。根据《贤者喜宴》的记载，这八位赞普分别是多汝龙赞、赤赞南、赤扎本赞、赤托杰托赞、拉脱脱日聂赞。
根据《贤者喜宴》的说法，在五赞王以前，赞普与天神和龙女婚配，王妃住处无光、死后无尸。自五赞王以后，赞普始与属民联姻。
《西藏王统记》则记载为三赞王。他们的陵墓建在雪山的顶上。